# Кібуц

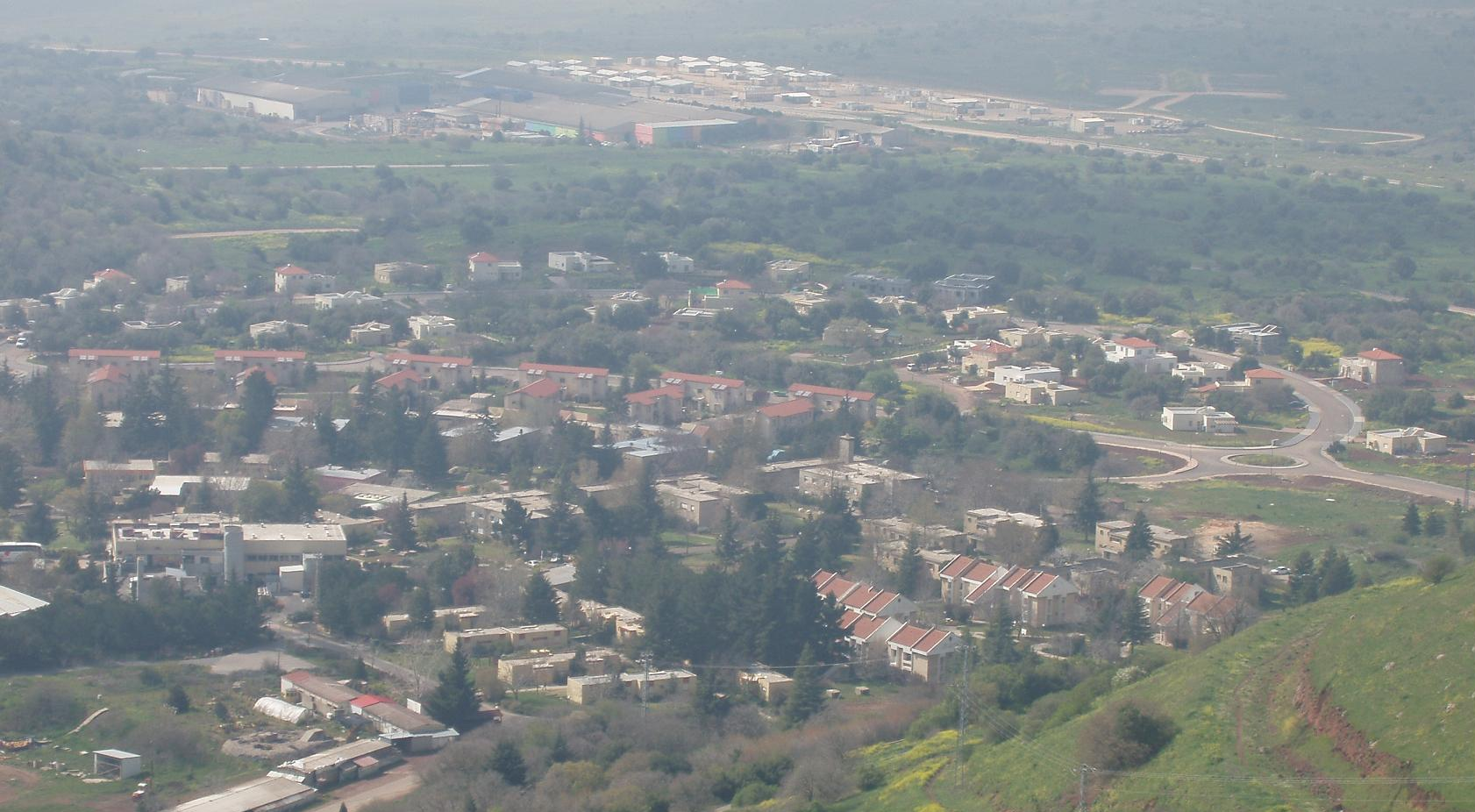
Кібуц Мером Голан, в Ізраїлі

Кібу́ц — самостійна соціальна й економічна структура в Ізраїлі, де знаряддя й засоби виробництва належать усьому колективу, а рішення ухвалюють загальні збори всіх його членів. Традиційно базуються на сільському господарстві, яке подекуди витісняється іншими галузями господарства (від промислових заводів до високих технологій).
Перший кібуц, Даганію, засновано 1909 року між озером Кінерет та річкою Йордан.
Нині в 270 кібуцах Ізраїлю живе близько 2,2 % населення країни. Члени кібуцу займаються різноманітними роботами в кібуцному господарстві; діти більшу частину часу проводять у дитячих садках і навчальних закладах. Кібуци, які традиційно були основою сільського господарства країни (нині вони виробляють 33 % її агропродукції), тепер також зайняті туризмом, залучені в сферу послуг, організують виробничі підприємства.